# William Hall Jr.
William Hall Jr. (Rendville, 3 ottobre 1946 – 14 febbraio 2025) è stato un attore statunitense.

## Filmografia
- A spasso con Daisy (Driving Miss Daisy), regia di Bruce Beresford (1989)
- Darkdrive, regia di Philip Roth (1997)
- Farewell to Harry, regia di Garrett Bennett (2002)
- Un seduttore in incognito (Boy Culture), regia di Q. Allan Brocka (2006)
- Safety Not Guaranteed, regia di Colin Trevorrow (2012)
- An Unkindness of Ravens, regia di Bobby Gutierrez (2017)

## Teatro
- Steambath (1973)
- Huckleberry Finn (1974)
- Lesson from Aloes (1980)
- Another Part of the Forest (1980)
- Driving Miss Daisy (1988)
- Unquestioned Integrity (1993)
- I'm Not Rappaport (1996)